# West Dunbartonshire
Le West Dunbartonshire (Siorrachd Dhùn Bhreatainn an Iar en gaélique écossais) est une des 32 divisions administratives de l'Écosse. Ses limites correspondent à celles de la circonscription électorale britannique de West Dunbartonshire.

## Circonscription
Le West Dunbartonshire est frontalier de Argyll and Bute et de Stirling au nord, de l'East Dunbartonshire à l’est, de Glasgow et du Renfrewshire au sud. Cette région fut formée sur les bases des anciens districts de Dumbarton et Clydebank.
D'une superficie de 159 km2, le West Dumbartonshire est la 31e division administrative de l'Écosse par sa taille et la 22e par sa population (91 400 habitants). La capitale administrative en est Dumbarton bien que Clydebank soit la ville principale.
À noter que le nom de la ville de Dumbarton s'écrit avec un m alors que le Dunbartonshire s'écrit avec un n.
Le parti en place actuellement dans le West Dunbartonshire est le Parti national écossais.
Un élu du Parti national écossais représente le West Dunbartonshire au parlement de Grande-Bretagne et deux autres élus, du Parti national écossais et du Parti travailliste, représentent la région au parlement écossais.

## Villes et villages

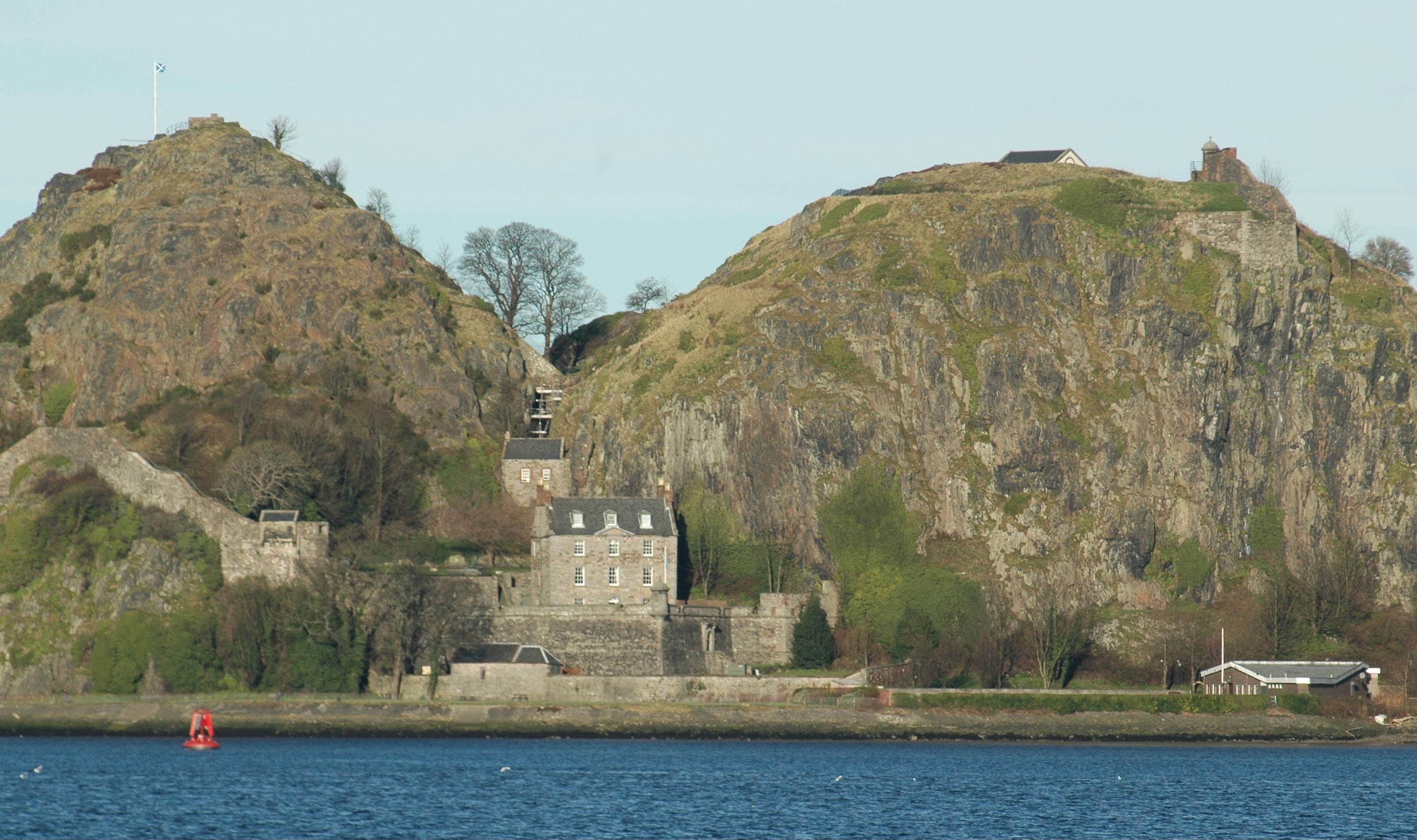
Château de Dumbarton.

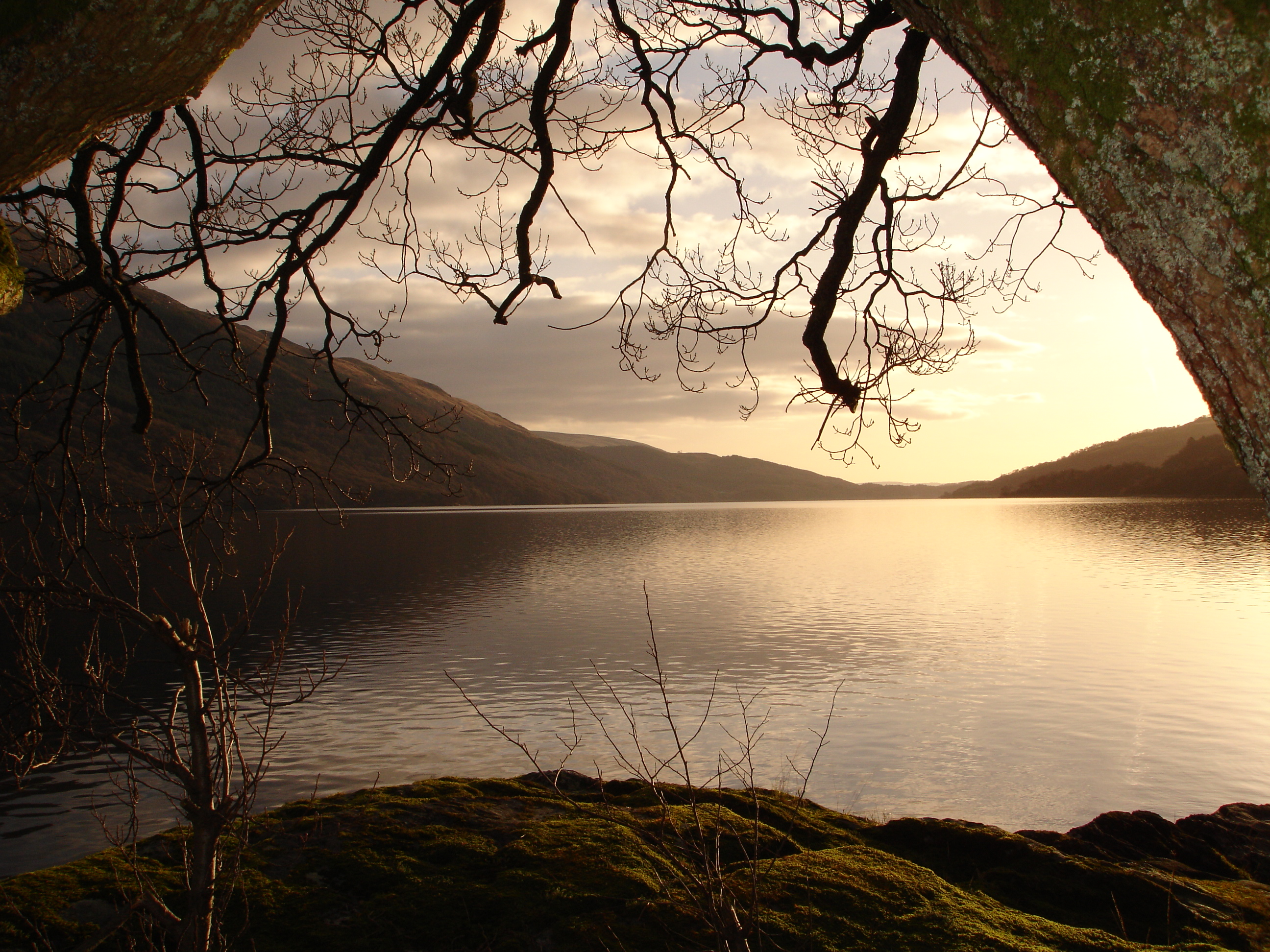
Loch Lomond.

- Alexandria
- Balloch
- Bonhill
- Bowling
- Clydebank
- Dalmuir
- Drumry
- Dumbarton
- Duntocher
- Faifley
- Gartocharn
- Hardgate
- Jamestown
- Linnvale
- Milton
- Old Kilpatrick
- Renton
- Whitecrook

## Lieu d'intérêt
- Erskine Bridge
- Château de Dumbarton
- Inchmurrin island
- Loch Lomond
- Rivière Leven (en)
- Château de Balloch